# Hans Cieslarczyk
Hans Cieslarczyk est un footballeur allemand né le 3 mai 1937 à Herne et mort le 8 juin 2020 à Offenbourg.

## Biographie
En tant qu'attaquant, Hans Cieslarczyk fut international allemand à 7 reprises (1957-1958) pour 3 buts. Il participa à la Coupe du monde de football 1958, en Suède. Il dispute deux matchs en tant que titulaire dans ce mondial. Il inscrit un but à la 18e minute contre la France, lors du match pour la 3e place.
Il joua dans des clubs allemands et fut entraîneur de clubs de divisions inférieures.

## Sélections
- 1re sélection : à Hanovre le 22 décembre 1957, contre la Hongrie (1-0)
- 2e sélection : à Francfort le 19 mars 1958, contre l'Espagne (2-0). Buteur à la 47e minute.
- 3e sélection : à Prague le 2 avril 1958, contre la Tchécoslovaquie (2-3). Buteur à la 41e minute.
- 4e sélection : à Göteborg le 24 juin 1958, contre la Suède (1-3)
- 5e sélection : à Göteborg le 28 juin 1958, contre la France (3-6). Buteur à la 18e minute.
- 6e sélection : à Copenhague le 24 septembre 1958, contre le Danemark (1-1)
- 7e et dernière sélection : à Paris le 26 octobre 1958, contre la France (2-2)

## Clubs
En tant que joueur
- 1955-1958 : SV Sodingen
- 1958-1962 : Borussia Dortmund
- 1962-1963 : Dortmunder SC 95
- 1963-1964 : Westfalia Herne
- 1964-1968 : Karlsruher SC

En tant qu'entraîneur
- 1968-1970 : SV Morsbach
- 1971-1975 : Offenburger FV
- 1975-1977 : SpVgg Fürth
- 1977-1978 : Stuttgarter Kickers
- 1979 (janvier-juin) : FC Augsburg
- 1979-1980 : Offenburger FV
- 1980-1981 : FC Ingolstadt 04
- 1984-1985 : FC 08 Villingen
- 1991 : Offenburger FV

## Palmarès
Championnat d'Allemagne de football
- Vice-champion en 1961 avec Borussia Dortmund.